# Karate Kid: Legends
Pour les articles homonymes, voir Karaté Kid et Legend.
Série Karaté Kid
Karaté Kid
(2010)
Pour plus de détails, voir Fiche technique et Distribution.
Karate Kid: Legends est un film américain réalisé par Jonathan Entwistle et sorti en 2025. Sixième film de la franchise Karaté Kid, il fait suite au reboot Karaté Kid (2010) ainsi qu'à la série Cobra Kai (2018-2025). Jackie Chan et Ralph Macchio y reprennent leurs rôles respectifs de M. Han et Daniel LaRusso.

## Synopsis
Après une tragédie, le jeune maître de kung-fu Li Fong quitte Pékin pour New York. Tentant de s’adapter à sa nouvelle vie, il se retrouve entraîné dans une compétition de karaté. Guidé par son mentor M. Han et soutenu par Daniel LaRusso, le Karaté Kid original, Li apprend à combiner deux styles de combat pour affronter son plus grand défi.

## Fiche technique
Sauf indication contraire, les informations mentionnées dans cette section peuvent être confirmées par la base de données cinématographiques IMDb,  présente dans la section « Liens externes ».
- Titre original et français : Karate Kid: Legends
- Réalisation : Jonathan Entwistle
- Scénario : Rob Lieber, d'après les personnages créés par Robert Mark Kamen
- Musique : Dominic Lewis
- Décors : Maya Sigel
- Costumes : N/A
- Photographie : Justin Brown
- Montage : Dana E. Glauberman
- Production : James Lassiter et Karen Rosenfelt
- Société de production : Columbia Pictures
- Société de distribution : Sony Pictures Releasing (États-Unis), Sony Pictures Releasing France
- Budget : N/A
- Pays de production :  États-Unis
- Langue originale : anglais
- Format : couleur
- Genre : arts martiaux, comédie dramatique
- Dates de sortie[1] : 
  - États-Unis : 30 mai 2025
  - France : 13 août 2025[2]

## Distribution
- Jackie Chan (VF : William Coryn) : M. Han
- Ralph Macchio (VF : Maurice Decoster) : Daniel LaRusso
- Ben Wang (en) (VF : Esteban Oertli) : Li Fong
- Marco Zhang : Li Fong, jeune
- Joshua Jackson (VF : Alexandre Gillet) : Victor Lipani
- Sadie Stanley : Mia Lipani
- Ming-Na (VF : Jade Phan-Gia) : Dr Fong
- Aramis Knight (VF : Martin Faliu) : Connor Day
- Wyatt Oleff (VF : Oscar Douieb) : Alan
- Shaunette Renée Wilson (VF : Corinne Wellong) : Mme Morgan
- Tim Rozon : O'Shea
- William Zabka (VF : Alexis Victor) : Johnny Lawrence
- Oscar Ge (VF : Arthur Khong) : Bo Fong
- Pat Morita (VF : Mathieu Lagarrigue) : Mr. Miyagi (en) (images d'archives de Karaté Kid 2)

 Source et légende : version française (VF) sur RS Doublage

## Production

### Genèse et développement
Après la sortie du premier film en 1984, plusieurs suites seront produites : Karaté Kid : Le Moment de vérité 2 (1986), Karaté Kid 3 (1989) et Miss Karaté Kid (1994). Un remake du premier volet sort en 2010. Mettant en scène de nouveaux personnages, ce film se focalise sur le kung fu et se déroule en Chine. La franchise se poursuit ensuite sous forme de série avec Cobra Kai, diffusée dès 2018 sur YouTube Red puis sur Netflix. Celle-ci fait suite aux trois premiers films.
En septembre 2022, un nouveau film est annoncé. Le projet est présenté comme un retour aux sources de la franchise,. Peu après, Jon Hurwitz — cocréateur de la série Cobra Kai — précise que le film ne sera pas connecté à la série. En novembre 2023, Jonathan Entwistle est annoncé comme réalisateur, avec un scénario écrit par Rob Lieber. La présence de Jackie Chan et Ralph Macchio confirme que le remake de 2010 et les précédents films se déroulent dans le même univers.

### Attribution des rôles
En août 2023, Jackie Chan est annoncé pour reprendre son rôle de M. Han du film Karaté Kid (2010). Il est rejoint peu après par Ralph Macchio. Celui-ci reprend son rôle de Daniel LaRusso, présent dans les trois premiers films et dans Cobra Kai. Après cela, les deux acteurs annoncent que la production lance un grand appel au casting dans le monde entier pour trouver qui incarnera le rôle-titre : un adolescent chinois qui déménage sur la côte est et commence à étudier les arts martiaux. En février 2024, Ben Wang est annoncé dans le rôle.
En mars 2024, Joshua Jackson, Sadie Stanley ou encore Ming-Na Wen sont annoncés,,. En avril 2024, c'est au tour d'Aramis Knight et Wyatt Oleff d'être annoncés.
En octobre 2024, il est révélé que le film s'intitulera Karate Kid: Legends.

### Tournage
Le tournage débute à Montréal le 1er avril 2024. Les prises de vues doivent durer jusqu'à début juin,.

## Sortie et accueil
Le film devait initialement sortir aux États-Unis le 7 juin 2024 avant d'être repoussé en raison de la grève SAG-AFTRA 2023,. La sortie américaine est ensuite fixée au 13 décembre 2024. Elle est à nouveau repoussée au 30 mai 2025, pour éviter de sortir en même temps que la saison 6 de Cobra Kai.